# Тијера Азул (Мескитик)
Тијера Азул (шп. Tierra Azul) насеље је у Мексику у савезној држави Халиско у општини Мескитик. Насеље се налази на надморској висини од 1481 м.

## Становништво
Према подацима из 2010. године у насељу је живело 16 становника.

### Хронологија
| Година       | 2000         | 2005 | 2010 |
| ------------ | ------------ | ---- | ---- |
| Становништво | 26 (15 / 11) | 5    | 16   |

### Попис
| # | Индикатор                     | Вредност |
| - | ----------------------------- | -------- |
| 1 | Укупно домаћинстава           | 1        |
| 2 | Укупно насељених домаћинстава | 1        |
| 3 | Величина локације             | 1        |